# Valentí Miserachs i Grau
Valentí Miserachs i Grau (Sant Martí Sesgueioles, Anoia, 17 de juliol del 1943) és un prevere, organista, director de cor i compositor català.

## Biografia
El 1954 estudià al seminari de Vic, el 1960 al de Bilbao i el 1963 a la Universitat Gregoriana de Roma. Fou ordenat sacerdot el 1966 i el 1967 ingressà al Pontifici Institut de Música Sacra de Roma, on es llicencià en cant gregorià (1969) i es diplomà en composició sacra (1977). El 1972 es diplomà en orgue i el 1976, en composició al Conservatori de Bari.
Del 1975 al 1980 fou organista i compositor de la Capella Júlia de Sant Pere del Vaticà; i, des del 1973, és director i mestre de capella titular de la Capella Liberiana de Santa Maria Major; catedràtic de composició del Conservatori de Matera del 1977 al 1982; i professor de l'Escola de Música T. L. da Victoria (1975-1994). És, també, catedràtic de composició i direcció polifònica al Pontifici Institut de Música Sacra, del qual el 1995 fou nomenat president director, responsabilitat que mantingué fins a l'any 2012. Des del seu càrrec, ha maldat per difondre la realitat catalana i occitana. Ha prologat la versió italiana d'El problema català del bisbe Ramon Masnou i Boixeda i el 1994 fundà Els Amics del Carladès a Catalunya. Per tot això, el 2001 va rebre la Creu de Sant Jordi. Posseeix també la Encomienda de Alfonso X el Sabio (Espanya, 1999), és Oficial de l'Ordre de les Art i les Lletres (França, 2000). És acadèmic pontifici (2002) i de la Reial Acadèmia Catalana de Belles Arts de Sant Jordi (2007). És canonge de la basílica de Santa Maria la Major (1991), Protonotari Apostòlic (1996) i canonge honorari del Capítol de la Catedral Basílica de Tarragona (2009).
L'any 2011 va compondre un oratori per al Sant Dubte d'Ivorra, una antiga tradició religiosa d'aquest poble de la diòcesi de Solsona. Segons la tradició, en el segle xi va tenir lloc un miracle en aquest poble, quan un sacerdot dubtà de la presència de Jesucrist en l'eucaristia, i de sobte el vi es va convertir en sang. L'oratori compost per Miserachs consta de 10 episodis relacionats amb aquesta història, amb 4 solistes, i va ser una iniciativa del bisbat encapçalat per Xavier Novell. L'oratori, amb lletra del sacerdot Climent Forner, es va estrenar a Solsona, Cervera i Ivorra com a clausura del mil·lenari del Sant Dubte. El 8 juny de 2012 s'estrenà a Roma, a la basílica de Santa Maria Major, interpretat per la Coral Ginesta de Cervera i l'Orfeó Nova Solsona, juntament amb el cor polifònic del Pontifici Institut de Música Sacra i el de la capella Liberiana de Santa Maria Major, acompanyats per l'orquestra de la capella Ludovicea.
Entre els seus alumnes, hi ha l'organista Joan Paradell i Solé, que resideix a Roma des de 1973.

## Obres

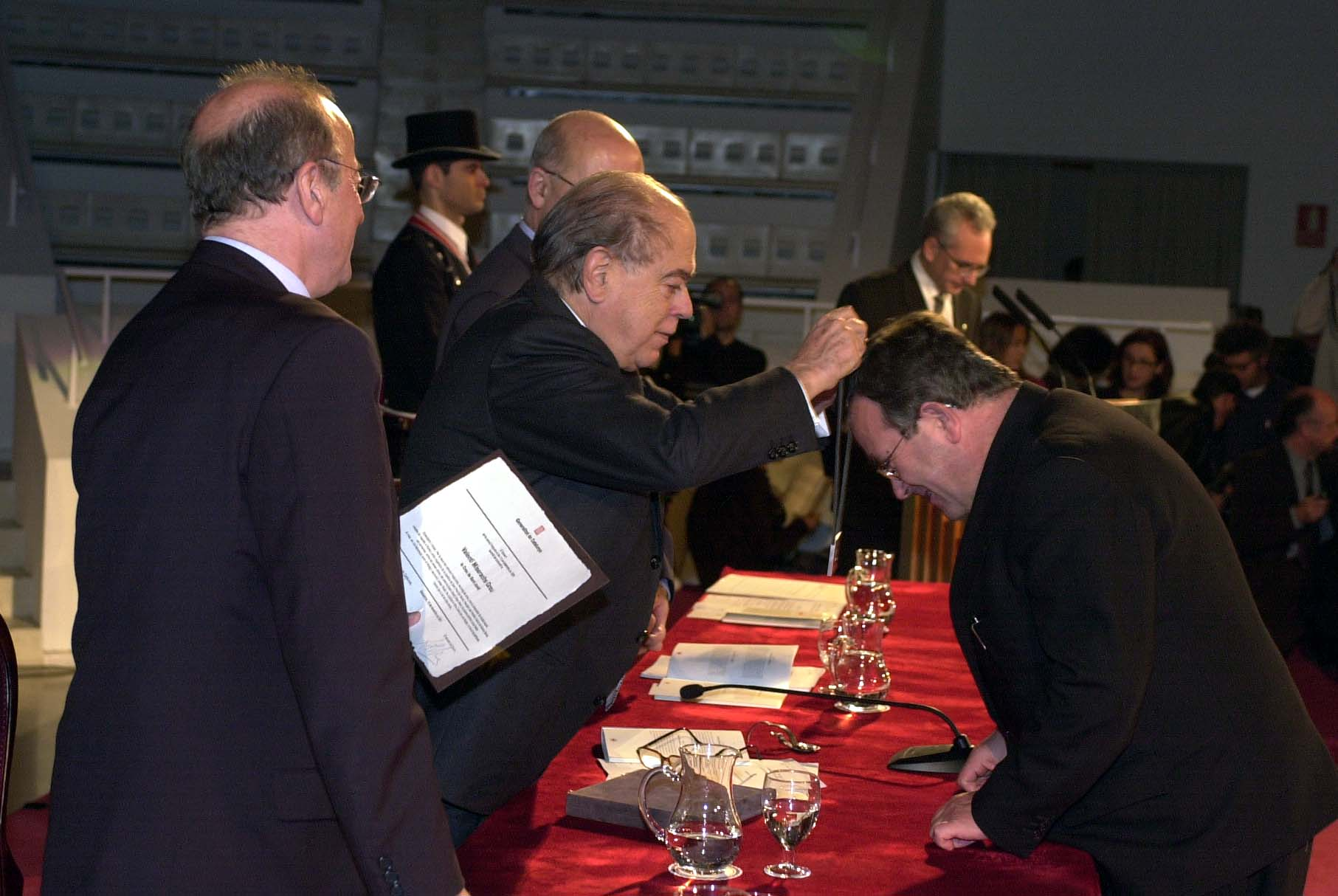
Valentí Miserachs rep la Creu de Sant Jordi de mans del President Pujol (2001)

Ha compost un miler d'obres, entre misses i peces de litúrgia per a cor a cappella, amb orgue i amb orquestra; oratoris, peces de concert, de cambra i per a piano; cants litúrgics; i també peces de música popular catalana com cantates, goigs, caramelles i música per a cobla.
- Isaia (1976), oratori.
- Stephanus (1977), oratori.
- Keressus, poble meu (1979). Lletra de Francesc Valls-Calçada i música de Valentí Miserachs. Estrenada a Santa Coloma de Queralt el 2003, en interpretació de l'Orquestra de Cambra de l'Escola de Música de Capellades i l'Orfeó Santa Coloma.
- Beata Virgo Maria (1982), oratori.
- Nadal (1987), poema simfònico-coral, per a l'acompanyament del pessebre vivent dels Prats de Rei (Anoia).[5]
- Suite manresana per a orgue, i amb versió orquestral (1990-91).
- Esclat berguedà, per a cor i piano, i amb versió orquestral (1990).
- Cants per a la litúrgia (1998), amb Josep Ruaix i Vinyet.
- Els Pastorets (1986/2000), per a cor i cobla, amb versió per a piano a quatre mans.
- Mil anys (2004), oratori.
- Pucciniana (2008), per a orquestra, sobre temes de Puccini (150è aniversari del naixement).
- Pau i Fructuós (2009), oratori.
- Noces de Sang (El Sant Dubte d'Ivorra, 2011), oratori.[3]

Prosa catalana:
- El meu Mestre (1972/2003).
- Amb Catalunya al cor (2004).

En diverses llengües, sobre temàtica musical:
- Excitabo auroram I (2006).
- Excitabo auroram II (2007).